# Tenebroides mauritanicus
Espèce
Tenebroides mauritanicus (la cadelle ou trogosite) est une espèce d'Insectes coléoptères de la famille des Trogossitidae, à répartition cosmopolite.
La cadelle est un insecte ravageur des denrées stockées : céréales (blé, orge, sorgho, millet, maïs, riz, etc.), farines , biscuits, pains, haricots, arachides, coprah, tabac, etc. qui se comporte comme un ravageur primaire (capable d'attaquer les grains intacts). Dans les grains de céréales, il marque une nette préférence pour le germe. C'est aussi un insecte carnivore, prédateur d'autres insectes présents dans les denrées et surtout de leurs larves. Cette espèce se rencontre dans le monde entier, dans toutes les installations contenant des denrées : silos, greniers, magasins, cargos, etc.

## Description
L'adulte, d'un noir jais ou brun luisant, au corps allongé et légèrement convexe, à l'abdomen de forme applatie et de ponctuations oblongues et mesure de 6 à 10 mm de long. Le pronotum rétrécit de la tête vers l'abdomen, le prothorax est nettement séparé du reste du corps (en particulier des élytres) par une remarquable jointure lâche marque une séparation nette avec les élytres,. Il possède 8 à 11 antonnomères, de taille croissante de la partie proximale à apicale (du corps à l'extrémité des antennes).
La larve, de couleur blanchâtre, a la tête noire et porte deux appendices noirs à l'extrémité de l'abdomen. Elle peut atteindre 19 à 20 mm de long.
On peut reconnaître les mâles aux nombreuses et fines ponctuations visibles sur la face ventrale de l'abdomen, alors qu'elles sont moins nombreuses et plus grossières chez la femelle[réf. nécessaire]

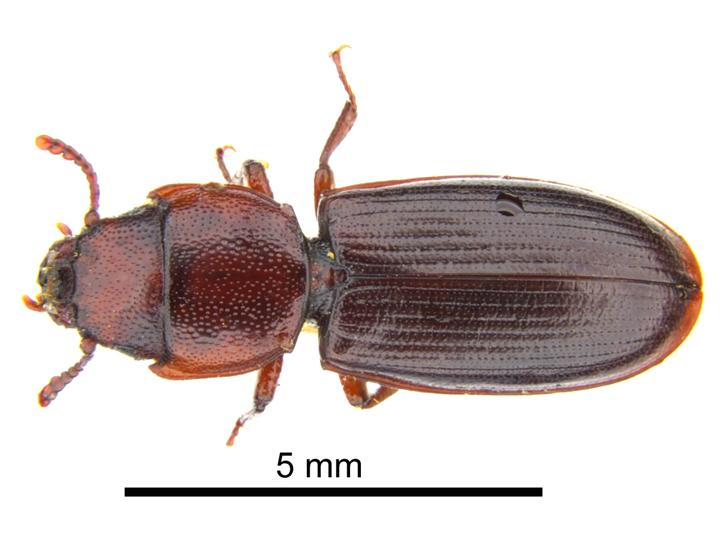
Adulte.
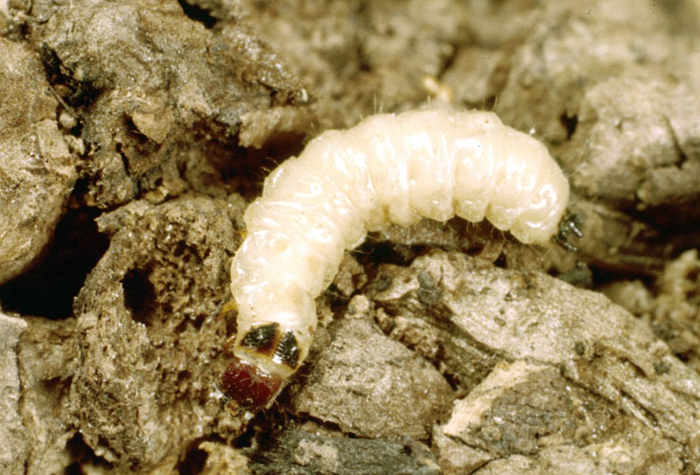
Larve.
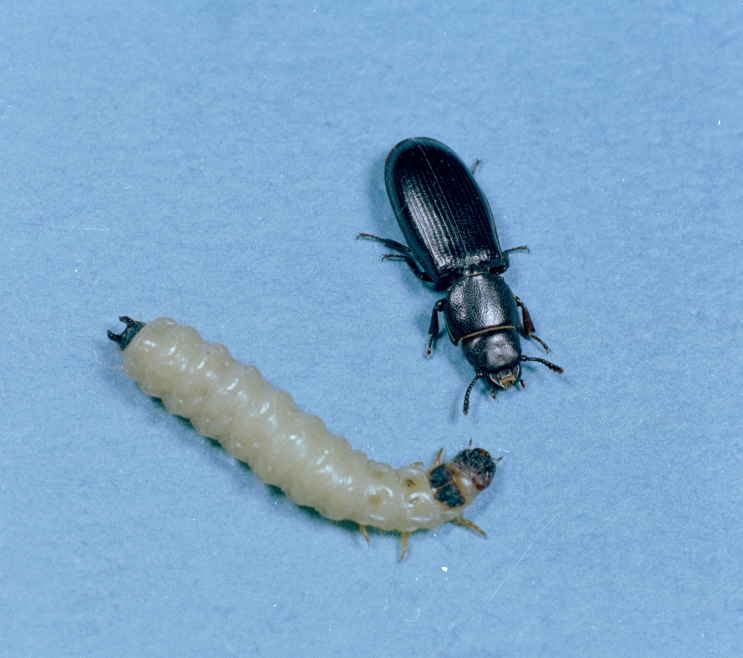
Adulte et larve.

## Habitat
À répartition cosmopolite, sauf dans les environnements polaires (proche du pôle Nord : nord du Canada, nord de la Russie, etc.), il habite près des denrées : stockages, hangars, silos, greniers, entrepôts, moulins.

## Ravageur
L'espèce est considérée comme un insecte nuisible aux denrées alimentaires.

## Reproduction
La femelle pond jusqu'à un millier d'oeufs. Les larves se nymphosent dans les stockages et causent des dommages matériels (notamment sur le bois). Le cycle complet de la métamorphose dure en général 70 jours mais il peut être plus long.

## Systématique
Le nom valide complet (avec auteur) de ce taxon est Tenebroides mauritanicus (Linnaeus, 1758).
L'espèce a été initialement classée dans le genre Tenebrio sous le protonyme Tenebrio mauritanicus Linnaeus, 1758.
Ce taxon porte en français les noms vernaculaires suivants : « cadelle »,, et « troglosite ».
Tenebroides mauritanicus a pour synonymes :
- Alphitobius mauritanicus (Linnaeus, 1758)
- Platycerus striatus Geoffroy, 1785
- Tenebrio mauritanicus Linnaeus, 1758
- Tenebrioides mauritanicus (Linnaeus, 1758)
- Trogossita mauritanicus (Linnaeus, 1758)